# Distretto di Mangas
Il distretto di Mangas è un distretto del Perù nella provincia di Bolognesi (regione di Ancash) con 568 abitanti al censimento 2007 dei quali 454 urbani e 114 rurali.
È stato istituito fin dall'indipendenza del Perù.